# Северозападна територија (Канада)
Северозападна територија (енгл. North-Western Territory (1670–1870)), је био регион Британске Северне Америке који је опстао до 1870. године. Име Северозападна територија је добио по географској локацији у односу на Рупертову земљу.
Због недостатка развоја, истраживања и картографских ограничења тог времена, тачне границе, власништво и администрација региона нису били прецизно дефинисани у време постојања територије. Такође не постоји дефинитиван датум када су Британци први пут потврдили суверенитет над територијом. Мапе се разликују у дефинисању граница територије, међутим, у савременој употреби, овај регион је генерално прихваћен као регион омеђен савременом Британском Колумбијом, континенталном поделом са Рупертовом земљом, Руском Америком (касније Аљаском) и Арктичким океаном. Територија је покривала садашњи Јукон, копнене северозападне територије, северозападни копно Нунавут, северозападни Саскачеван и северну Алберту. Понекад се сматра да је и северна модерна Британска Колумбија била део територије.
Северозападна територија технички није била унутар подручја земљишта додељеног Компанији Хадсоновог залива у мају 1670, пошто се регион није имао слив у Хадсонов залив. Међутим, „компанија Хадсон Беј” (ХБК) је и даље била де факто администратор региона и територија је укључена у исти процес преноса Рупертове земље у Канаду са ХБК-а, који је ступио на снагу 15. јула 1870. године.

## Историја
Нејасно је када је тачно Уједињено Краљевство први пут потврдило суверенитет над територијом, међутим, након што је Француска прихватила британски суверенитет над обалом Хадсоновог залива, Уговором из Утрехта (1713), Велика Британија је била једина европска сила са практичним приступом том делу континента. Компанија Хадсон Беј, упркос краљевској повељи која је компанији доделила само Рупертову земљу, дуго је користила регион као део свог трговачког подручја. Северозападна компанија је такође ловила и замкарила на овим локалитетима, што је довело до честих сукоба између компанија. Да би ублажила тензије, влада Велике Британије је ХБК-у доделила административне дужности, док је и даље дозвољавала компанији Норт Вест да лови на овим територијама уз доношење „Закона о регулисању трговине крзном и успостављању кривичне и грађанске јурисдикције у одређеним деловима Северна Америка“, 1821. године. Такође, велике области Рупертове земље тада нису биле прецизно мапиране да би се знале прецизне границе. Британци се готово нису трудили да успоставе суверенитет над домородачким народима тог подручја. У складу са Краљевском прокламацијом из 1763. године, насељавање великих размера од стране неабориџинских људи било је забрањено све док се земље не предају уговором.
Године 1862. за време стикинске златне грознице, део северозападне територије постао је Стикин (Stikine) територија када су Стикин преплавили амерички рудари и, да би спречио било какве америчке претензије или агитацију за регион, гувернер Џејмс Даглас са острва Ванкувер уједно и колоније Британске Колумбије прогласиле су ово подручје британском територијом. Обалска област на ушћу реке Стикин је у то време била део Руске Америке, али су Британци имали право слободне пловидбе до Стикина уговорима из 1825. и 1839. као и закуп приобалног земљишта јужно од њега.
Граница северозападне територије у овом региону, као и територије Стицкеен створене од ње, јужно од и северно од реке Стикин, биле су постављене као „десет морских лига“ од мора, али је то остало недефинисано до постављања границе на Аљасци уговором из 1903. године. Граница северозападне територије са Руском Америком северно од 60. паралеле постављена је на 141. линији географске дужине Уговором из Санкт Петербурга 1825. године. Стикин се вратио на северозападну територију када су границе прилагођене и колонија Британске Колумбије проширена на 60. северне паралеле, мера која је такође припојила Британској Колумбији и део земље под именом Пис ривер блок, који није био део Територије Стикин. Године 1868, убрзо након Канадске конфедерације, компанија Хадсоновог залива пристала је да преда своје огромне територије новом доминиону. Међутим, прелазак у Канаду је извршен тек 15. јула 1870. године. Тог датума је северозападна територија постала део новостворених северозападних територија (често помињане као северозападне територије). Године 1880. Канада је полагала право на британске арктичке територије, а касније су формирале северозападне територије и Нунавут. Године 1898. основана је територија Јукон када су области западно од планине Макензи уклоњене са мапе северозападних територија, током златне грознице у Клондајку, и спојене са територијом Стикен да би се спречили покушаји преузимања територије од стране американаца, а такође и да би се омогућила лакша управа.